# Traité d'Osnabrück
Le traité d'Osnabrück est signé le 24 octobre 1648 dans la ville allemande éponyme entre le Saint-Empire romain germanique et le royaume de Suède afin de mettre fin à la guerre de Trente Ans. Il fait partie des traités de Westphalie destinés à clore cette guerre ainsi que la guerre de Trente ans.